# Руселаре
Руселаре (нід. Roeselare, МФА: [ˈrusəˌlaːrə]; фр. Roulers) — місто і громада в Бельгії.

## Географія
Місто Руселаре розташоване в центрі провінції Західна Фландрія. До складу комуни Руселаре, крім міста, входять також поселення Беверен, Укене і Рюмбеке. Чисельність населення Руселаре становить 56 547 осіб (станом на 2008 рік).

## Історія

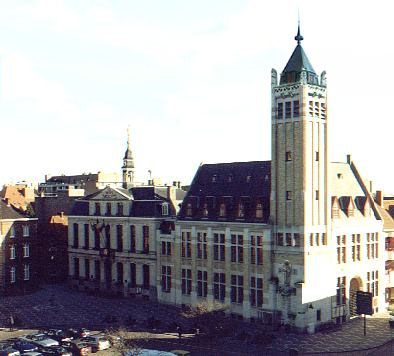
Ринкова площа Руселаре

Уперше Руселаре письмово згадується 882 року. До Х століття Руселаре перетворився на великий регіональний торговий центр. У 1250 отримав міський статус. У 1488 Руселаре був повністю зруйнований військами імператора Священної Римської імперії Максиміліана I. У 1676-у, згідно з Німвегенським мирним договором, частина Фландрії разом з Руселаре, відійшла до Франції. Надалі місто, що лежить безпосередньо на кордоні, перетворилось на центр контрабандної торгівлі. У 1815-у, після поразки Франції в Наполеонівських війнах, Руселаре входить до складу Нідерландського королівства. Після Бельгійської революції — у складі Бельгії. 28 липня 1875 в місті відбулися студентські заворушення, спрямовані проти засилля французької мови в місцевому університеті і місцевих навчальних закладах. На чолі заворушень став письменник Альбрехт Роденбах. Під час Першої світової війни Руселаре, окуповано німцями, служив їм опорною базою під час проведення операції під Іпром.

## Культура
У Руселаре розташований «Nationaal Wielermuseum» — національний музей велосипедного спорту.

## Спорт
У місті є ВК «Кнак». Свої матчі проводить у «Томабелгал» (Tomabelhal)

## Світлини

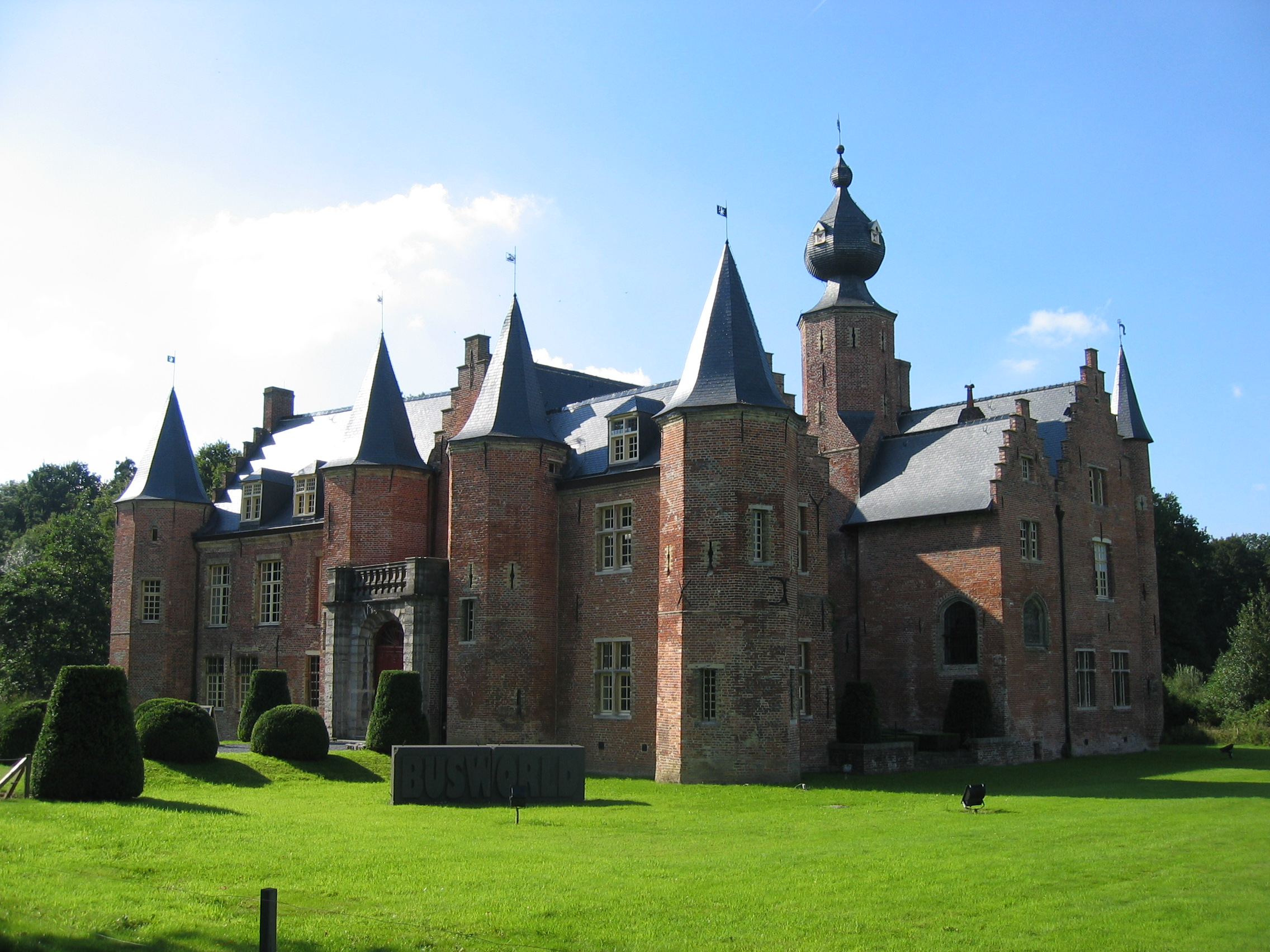
Замок Рюмбеке